# Биверз, Гэвин
Гэвин Ли Биверз (англ. Gavin Lee Beavers; род. 29 апреля 2005, Хендерсон, Невада) — американский футболист, вратарь клуба «Реал Солт-Лейк».

## Клубная карьера
Биверз — воспитанник клуба «Реал Солт-Лейк». 27 июня 2021 года в поединке против «Сан-Антонио» он дебютировал в USL за дублирующий состав. 2 апреля 2024 года в матче против «Коламбус Крю» он дебютировал в MLS за основной состав.